# Wał kujawski
Wał kujawski, segment kujawski – jednostka geologiczna w środkowej Polsce, na Kujawach, rozciągająca się z północnego zachodu na południowy wschód, od rejonu Bydgoszczy do Włocławka.
Według autorów Regionalizacji tektonicznej Polski jednostka ta nazywa się segment kujawski.

## Położenie geologiczne
Wał kujawski jest środkową częścią antyklinorium środkowopolskiego. Od południowego zachodu graniczy z synklinorium szczecińsko-łódzko-miechowskim, od północnego wschodu z synklinorium brzeżnym, od północnego zachodu łączy się z wałem pomorskim, a od południowego wschodu z wałem kutnowskim.

## Budowa geologiczna
Wał kujawski jest znacznie węższy od sąsiednich segmentów antyklinorium środkowopolskiego. Pod osadami kenozoicznymi występują utwory dolnokredowe, a pod nimi jury i triasu. Osady permu, zwłaszcza cechsztynu, mają znaczną miąższość, w związku z czym silnie zaznacza się tektonika solna. Są to m.in. antyklina Szubina, antyklina Barcina, diapir Inowrocławia, diapir Góry i brachyantyklina Ciechocinka.

## Położenie geograficzne
Geograficznie wał kujawski stanowi głębokie podłoże środkowej części Niżu Polskiego w rejonie Kujaw.

## Nadkład
Nadkład wału tworzą osady paleogenu, neogenu i czwartorzędu.